# Castello di Valmanera
il castello di Valmanera è un edificio residenziale di Asti, in località Valmanera.
L'edificio è realizzato con un'architettura in stile Gino Coppedè ed è una residenza privata, non visitabile.